# Giorgia Gueglio
Giorgia Gueglio, italijanska glasbenica, * 1974, Genova (Italija).

Giorgia Gueglio je pevka in tekstopiska heavy metal skupine Mastercastle, ki jo je ustanovila skupaj s pevcem in kitaristom Pierom Gonello.

## Diskografija
- Mastercastle - The Phoenix (2009)
- Mastercastle - Last Desire (2010)